# 高雄中央公園英迪格酒店
高雄中央公園英迪格酒店（英語：Hotel Indigo Kaohsiung Central Park）位於高雄市新興區，酒店由李方酒店管理集團興建，委託洲際酒店集團以英迪格酒店品牌經營管理。本酒店為洲際酒店集團在台灣的首家英迪格酒店，共有129間客房，2016年12月16日正式開幕。
位置鄰近高雄中央公園和大統五福店。